# Riyal Qatar
Riyal (tiếng Ả Rập: ريال riyāl; mã ISO 4217: QAR) là tiền tệ của Qatar. Một Riyal được chia thành 100 dirham (tiếng Ả Rập: درهم) và được viết tắt là QR (tiếng Anh) hoặc ر.ق (tiếng Ả Rập).

## Lịch sử
Tính đến năm 1966 Qatar sử dụng Rupee Ấn Độ làm tiền tệ với tên Rupee vùng vịnh. Năm 1966, Qatar sử dụng tiền tệ riêng sau khi Ấn Độ phá giá đồng rupee.

## Tiền xu
Năm 1996 tiền xu được ra đời với các mệnh giá 1, 5, 10, 25, và 50 dirham.

## Tiền giấy
| Tiền giấy đang lưu hành     | Tiền giấy đang lưu hành           | Tiền giấy đang lưu hành | Tiền giấy đang lưu hành | Tiền giấy đang lưu hành | Tiền giấy đang lưu hành                                         |
| Image                       | Image                             | Mệnh giá                | Màu sắc chính           | Mô tả                   | Mô tả                                                           |
| Mặt trước                   | Mặt sau                           | Mệnh giá                | Màu sắc chính           | Mặt trước               | Mặt sau                                                         |
| --------------------------- | --------------------------------- | ----------------------- | ----------------------- | ----------------------- | --------------------------------------------------------------- |
|                             |                                   | 1 riyal                 | xám                     | Quốc huy Qatar          | loài chim bản địa                                               |
|                             |                                   | 5 riyal                 | xanh lá cây             | Quốc huy Qatar          | bảo tàng quốc gia và động vật bản địa                           |
|                             |                                   | 10 riyal                | cam                     | Quốc huy Qatar          | đụn cát                                                         |
| Tập tin:50 qatari riyal.jpg | Tập tin:50 qatari riyal front.jpg | 50 riyal                | hồng                    | Quốc huy Qatar          | The Pearl Oyster Monument và tòa nhà Ngân hàng trung ương Qatar |
|                             |                                   | 100 riyal               | xanh lá & vàng          | Quốc huy Qatar          | Old Mosque và Al-Shaqab Institute                               |
|                             |                                   | 500 riyal               | xanh dương              | Quốc huy Qatar          | tòa nhà chính phủ                                               |

## Tỉ giá hoái đoái
Đồng Riyal được neo vào đô la Mỹ với tỉ giá 1 USD = 3.64 QAR. Tỉ giá này được nêu rõ trong luật của Qatar theo Sắc lệnh hoàng gia số 34 ký bởi Hamad bin Khalifa Al Thani, Emir of Qatar ngày 9 tháng 7 năm 2001.
Note: Rates obtained from these websites may contradict with pegged rate mentioned above